# Cymbidium madidum
Cymbidium madidum (tên tiếng Anh là Northern Cymbidium) là một loài thực vật thuộc họ Orchidaceae, tiếng Anh thường gọi là Buttercup Orchid và Moist Forest Cymbidium.

## Hình ảnh

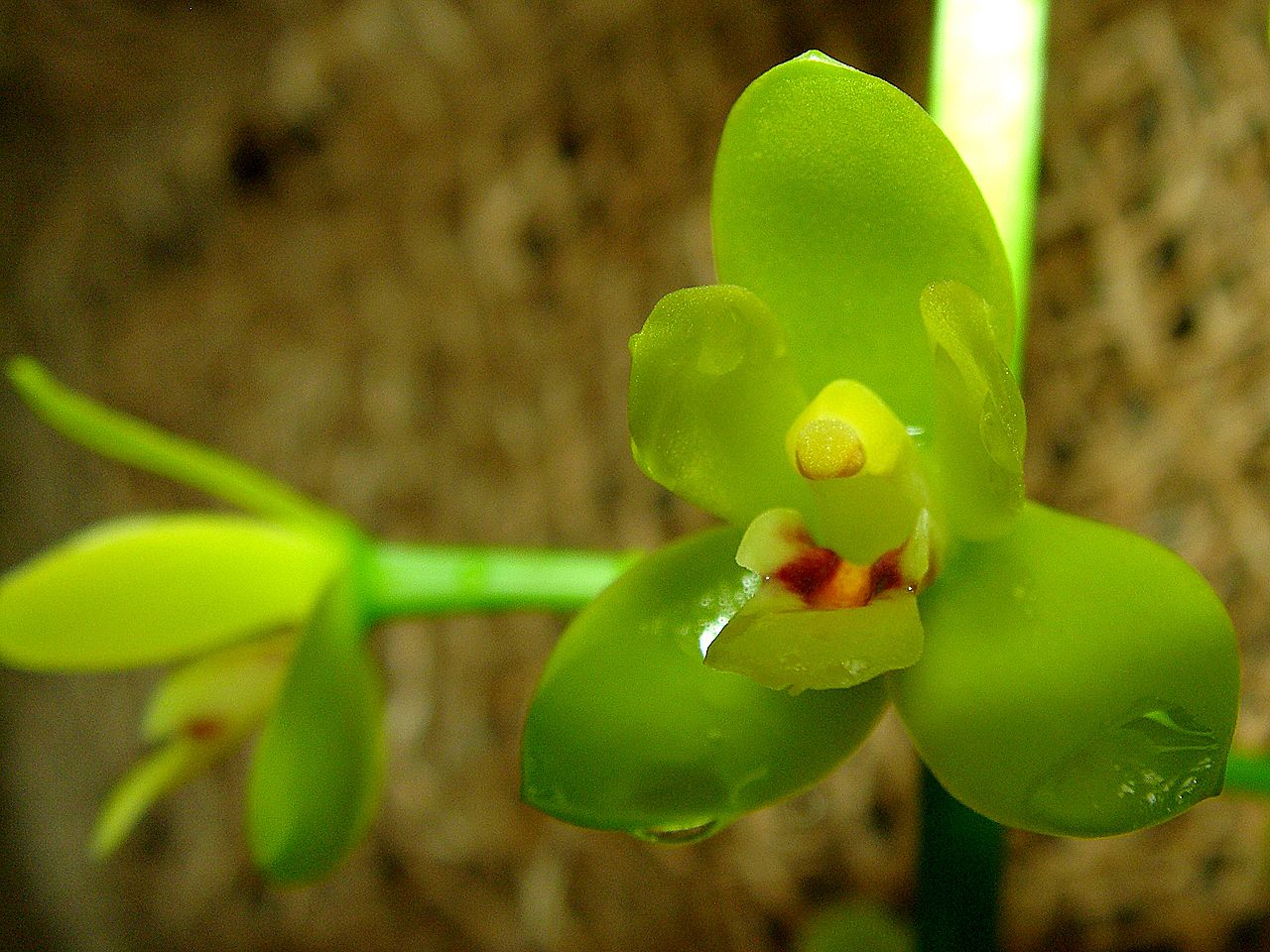
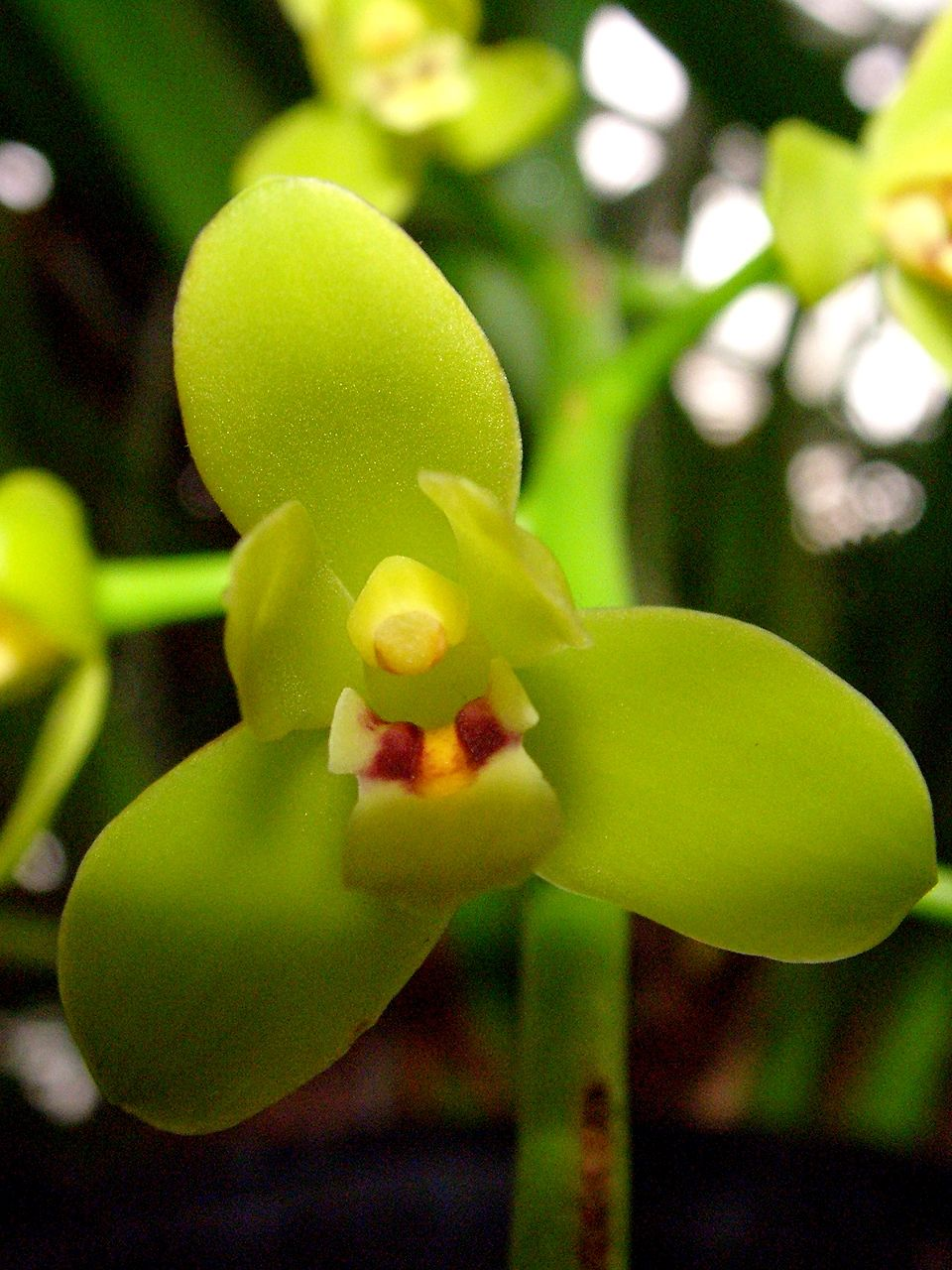
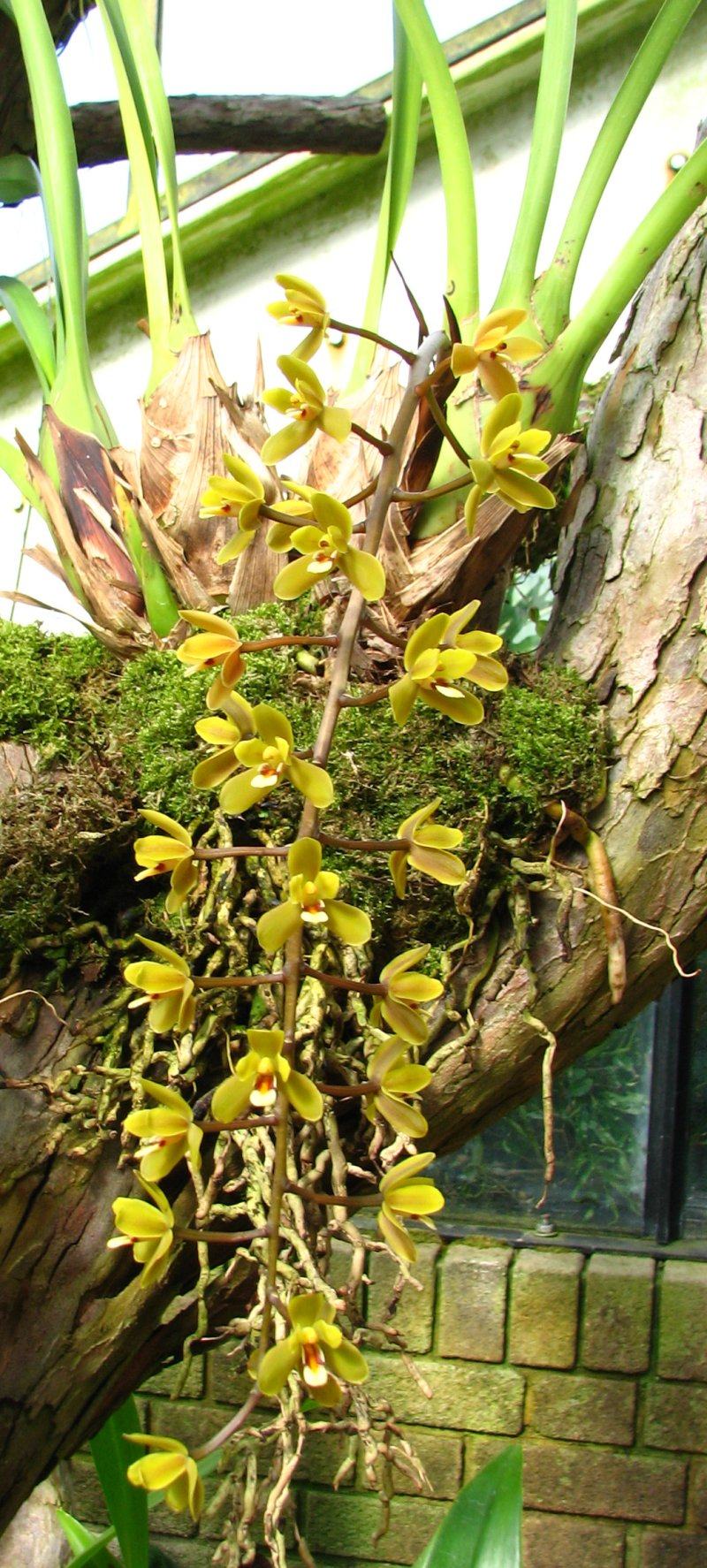
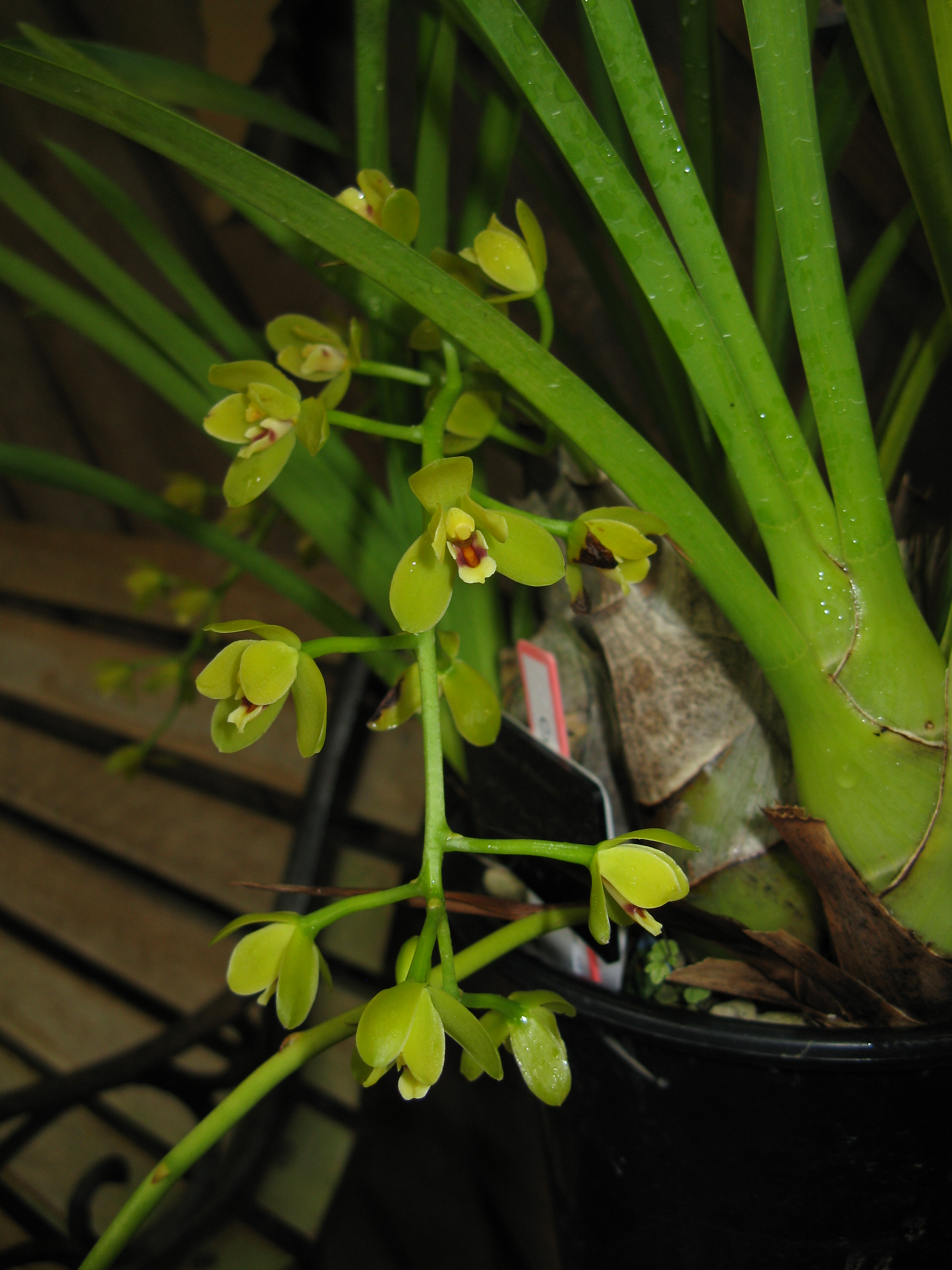